# 野豬象牙 (阿拉巴馬州)
野豬象牙（英語：Boar Tush）是位於美國阿拉巴馬州溫斯頓縣的一個非建制地區。該地的面積和人口皆未知。

## 地理
野豬象牙的座標為34°11′28″N 87°37′19″W / 34.19111°N 87.62194°W，而該地的平均海拔高度為694米（即2277英尺）。